# Glacier Thomas
Le glacier Thomas est un glacier situé au sud-est du massif Vinson, le plus haut point de l'Antarctique. Il s'épanche dans les monts Ellsworth.